# Vittorio Congia
Vittorio Congia (Iglesias, 1930. november 4. – Róma, 2019. november 26.) olasz színész.

## Filmjei
- L'alfiere (1956, tv-film)
- Messalina Venere imperatrice (1960)
- A kegyelmes úr mégis marad (Sua Eccellenza si fermò a mangiare) (1961)
- 5 marines per 100 ragazze (1961)
- Vacanze alla baia d'argento (1961)
- Gli attendenti (1961)
- Obiettivo ragazze (1963)
- Nyári bolondságok (Frenesia dell'estate) (1964)
- Térden állva jövök hozzád (In ginocchio da te) (1964)
- Non son degno di te (1965)
- Gli amanti latini (1965)
- Ha már nem lennél az enyém (Se non avessi più te) (1965)
- Rita, a szúnyog (Rita la zanzara) (1966)
- A kilencfarkú macska (Il gatto a nove code) (1971)
- Venga a fare il soldato da noi (1971)
- Ben és Charlie (Amico, stammi lontano almeno un palmo) (1972)
- Tutti per uno… botte per tutti (1974)
- Én is, te is, tigris (Io tigro, tu tigri, egli tigra) (1978)